# Помощ! Влюбвам се
Помощ! Влюбвам се (на испански: S.O.S. Me estoy enamorando) е мексиканска теленовела, режисиана от Хуан Пабло Бланко и Рубен Нелиньо Акоста и продуцирана от Лусеро Суарес за Телевиса през 2021 г. Теленовелата, адаптирана от Лусеро Суарес и нейния сценариен екип, е версия на аржентинската история El sodero de mi vida, създадена от Хорхе Маестро и Ернесто Коровски.
В главните роли са Иран Кастийо и Даниел Аренас, а в отрицателните – Марсело Кордоба, Хуан Мартин Хауреги и Адриана Монтес де Ока. Специално участие вземат Ана Патрисия Рохо, Лурдес Рейес, Алехандро Ибара, Сесар Евора, Нурия Бахес, Йоранда Вентура и Оскар Бонфилио.

## Сюжет
За да спаси печатницата, която от поколения е семейният бизнес, Алберто Муньос трябва да постигне споразумение с „новите партньори“, които инвестират в бизнеса. Когато сметките показват, че предприятието има бъдеще, новите съдружници имат други планове за земята, върху която се намира печатницата. Въпросът става по-сложен, тъй като Алберто се влюбва в София Фернандес, която е дъщеря на един от новите инвеститори. Връзката между Алберто и София се задълбочава, но те трябва да преминат през множество препятствия, подготвени им от съдбата, за да бъдат щастливи.

## Актьори
- Иран Кастийо – София Фернандес
- Даниел Аренас – Алберто Муньос Кано
- Сесар Евора – Леополдо Фернандес
- Нурия Бахес – Делия Кано де Муньос
- Марсело Кордоба – Омар
- Ана Патрисия Рохо – Инес
- Йоланда Вентура – Елса де Фернандес
- Хуан Мартин Хауреги – Диего Миранда
- Алехандро Ибара – Орландо
- Оскар Бонфилио – Мигел
- Лус Едит Рохас – Фабиана
- Пиер Анхело – Раул
- Пиер Луис – Даниел
- Дариана Ромо – Ромина Кортес
- Хорхе Трехо – Николас
- Адриана Монтес де Ока – Тити
- Кандела Маркес – Моника
- Росио де Сантяго – Сесилия
- Виктория Виера – Ана
- Маноло Бонфилио – Чучо
- Педро Прието – Гонсало
- Леонардо Ерера – Федерико
- Хорхе Салинас – Висенте
- Лурдес Рейес
- Норма Ласарено – Еухения
- Сусана Меликян – Лаура
- Кета Лават – Каридад
- Магда Карина – Марта
- Хосе Карлос Фемат – Серхио

## Премиера
Премиерата на Помощ! Влюбвам се е на 6 септември 2021 г. по Las Estrellas.
| Година    | Излъчване              | Брой епизоди | Премиера         | Премиера         | Финал          | Финал   |
| Година    | Излъчване              | Брой епизоди | Дата             | Рейтинг (в млн.) | Дата           | Рейтинг |
| --------- | ---------------------- | ------------ | ---------------- | ---------------- | -------------- | ------- |
| 2021-2022 | понеделник-петък 18:30 | 97           | 6 септември 2021 | 2.5              | 16 януари 2022 | 3.3     |

## Продукция
На 25 март 2021 г. Телевиса публикува прессъобщение, в което се обявява предварителната продукция на мексиканската версия на El sodero de mi vida, за чието производство е отговорна Лусеро Суарес, а за адаптацията Суарес и нейния екип от сценаристи Кармен Сепулведа, Едуин Валенсия и Луис Рейносо. В същия ден са потвърдени актьорите Иран Кастийо, Даниел Аренас, които изпълняват главните роли, Сесар Евора, Марсело Кордоба, Нурия Бахес, Алехандро Ибара, Педро Прието и детето Леонардо Ерера (като това е втората теленовела на Суарес, в която той участва, след Подарен живот).
Теленовелата е представена през май 2021 г. по време на представянето на телевизионния сезон 2020 – 21 на Унивисион.
Записите на теленовелата започват на 31 май 2021 г. западно от град Мексико, като режисурата е поверена на Хуан Пабло Бланко и Рубен Нелиньо Акоста.